# BDSM

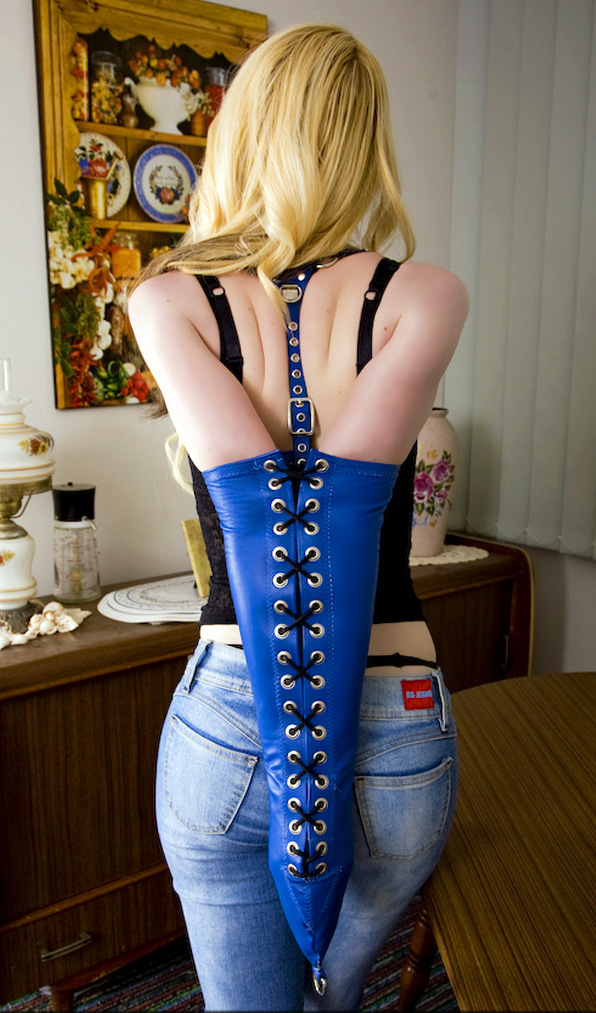
Một kiểu tự hành hạ cánh tay (Armbinder)

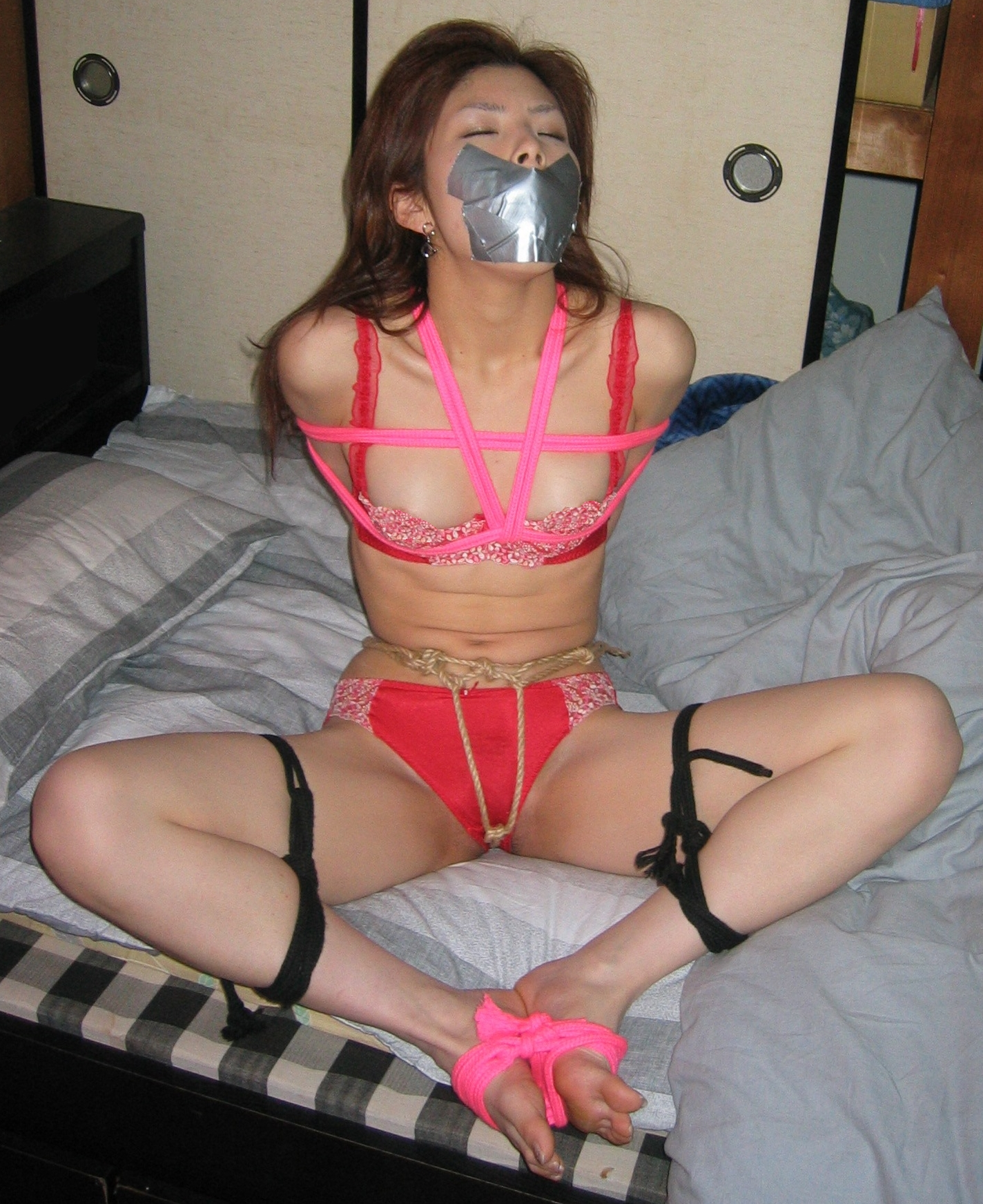
Frogtied

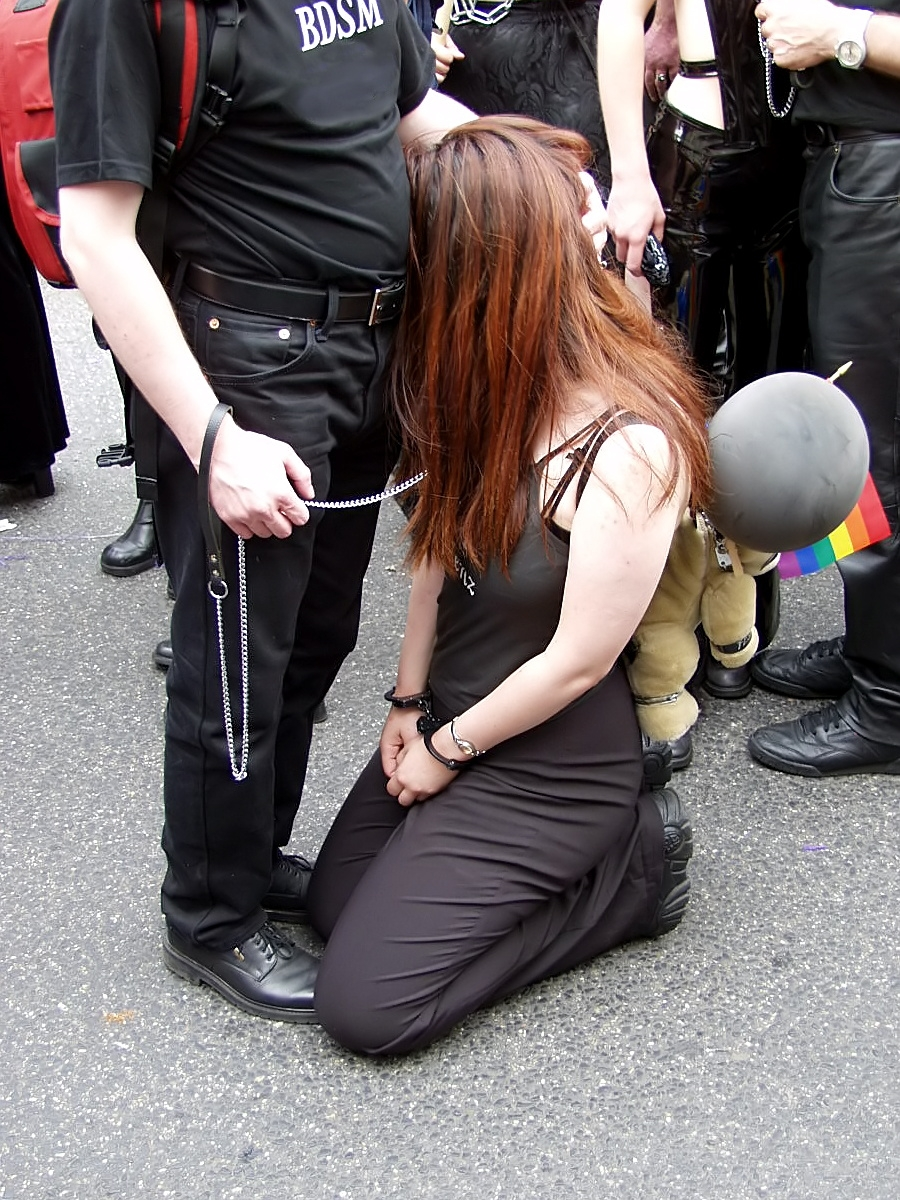
Diễn cảnh BDSM tại nơi công cộng

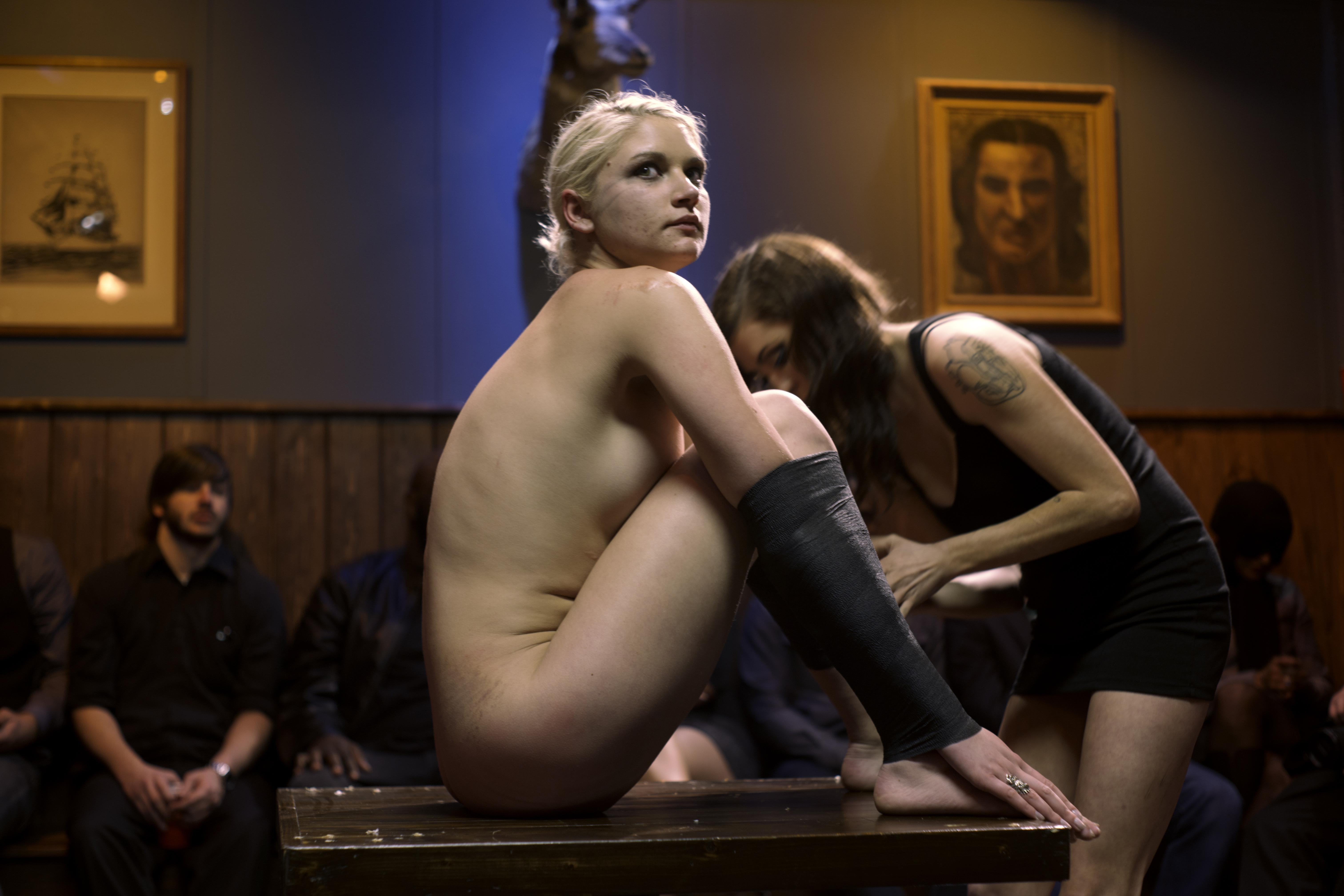
Tự hành hạ chính mình

BDSM là một dạng đóng vai hoặc lựa chọn lối sống giữa hai cá nhân trở lên nhằm tạo sự căng thẳng, khoái cảm và giải thoát trong tình dục bằng những trải nghiệm đau đớn và quyền lực. Cụm từ BDSM xuất phát từ thuật ngữ Bondage (Cảnh trói buộc hay màn nô lệ, bó buộc) và Discipline (kỷ luật, trừng phạt), Dominance (thống trị) và Submission (quy phục), Sadism (bạo dâm) và Masochism (khổ dâm) Cụm từ BDSM được thể hiện theo các cặp (B&D, B/D, hoặc BD),  (D&S, D/S, hoặc DS),  (S&M, S/M, hoặc SM). BDSM bao gồm nhiều hoạt động, dạng quan hệ và tiểu văn hóa khác nhau. Nhiều trong số những trải nghiệm này vẫn còn được xem là vượt ra ngoài những hành vi tình dục và quan hệ con người thông thường. Bên cạnh phải tuân thủ các nguyên tắc tình dục an toàn, hành vi BDSM thường đòi hỏi sự cẩn thận và an toàn hơn tình dục thông thường. Theo một thăm dò năm 2005 ở 317.000 người ở 41 nước, khoảng 20% từng ít nhất một lần dùng mặt nạ, đồ bịt mắt hoặc những dụng cụ trói buộc khác. 5% cho rằng mình liên quan tới BDSM.
Những hoạt động và mối quan hệ trong một bối cảnh BDSM có đặc trưng là những người tham gia thường có vai trò bù trừ cho nhau, có thể hoặc không ngang hàng. Vai trò chủ động (thực hiện hành vi hoặc điều khiển người khác) thường được gọi dominant (thống trị). Vai trò bị động (chịu những hành động hoặc bị điều khiển) thường được gọi là submissive (quy phục). Phần lớn họ có thể linh hoạt thay đổi (switch) vai trò giữa hai dạng trong một mối quan hệ, hay giữa những mối quan hệ khác nhau.. Luật pháp đối với BDSM ở mỗi nước là khác nhau. Những hành vi BDSM có sự đồng ý của các cá nhân tham gia được coi là phạm pháp không phải vì đó là BDSM mà vì những hành động như đánh, tát người khác có thể được xem là vi phạm nhân quyền và cấu thành tội danh. Ở Đức, Hà Lan, Nhật Bản và Scandinavia, những hành vi như vậy theo nguyên tắc là hợp pháp. Ở Áo, quy định không rõ ràng trong khi ở Thụy Sĩ, vài hành vi BDSM là bất hợp pháp. Những trường hợp như vụ tai tiếng People v. Jovanovic và Operation Spanner cho thấy rằng sự không rõ ràng gây ra khó khăn cho những cá nhân và chính quyền liên quan.

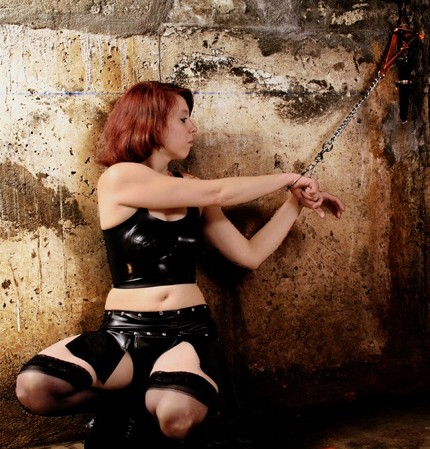
Một người bị trói vào bức tường

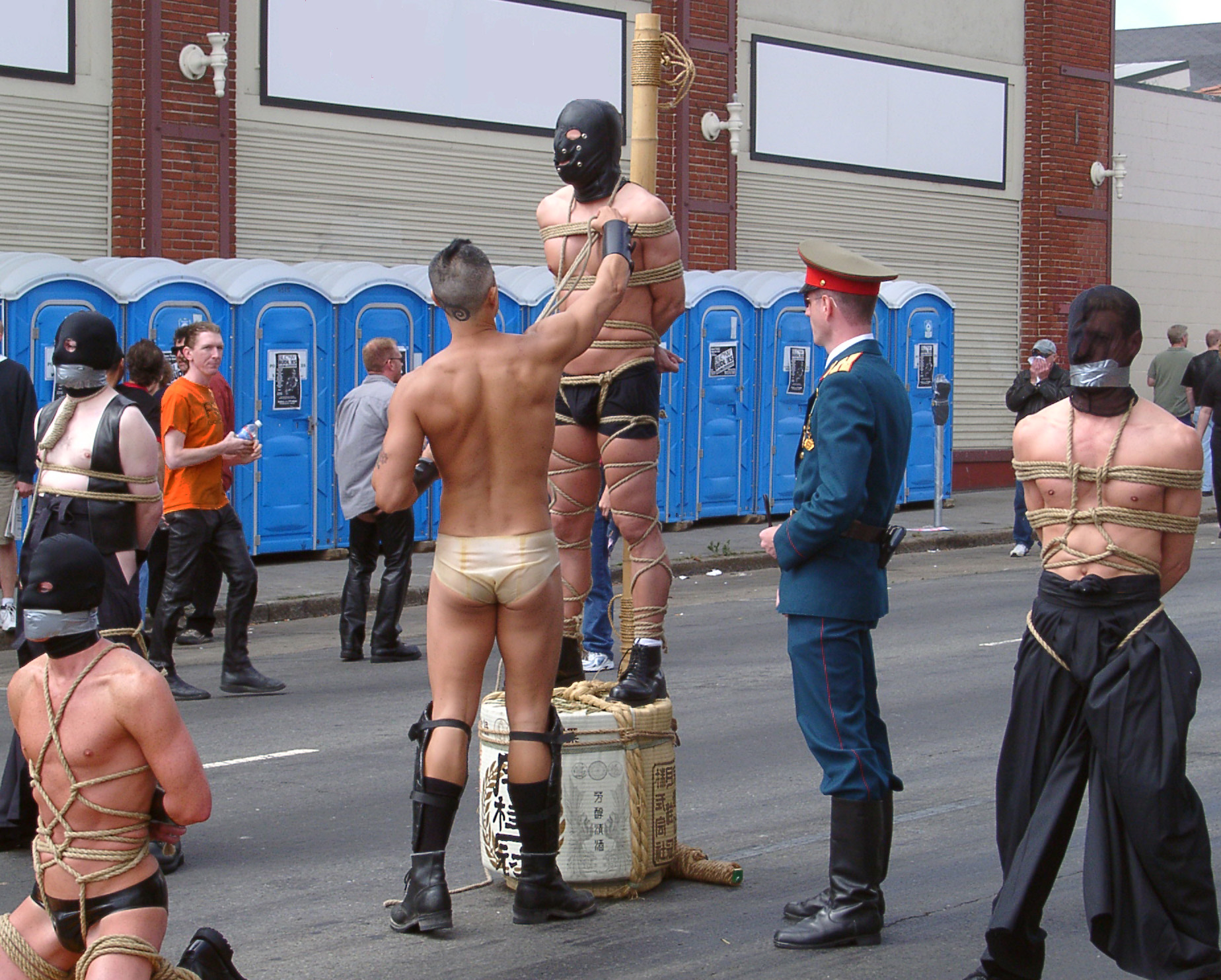
Biểu diễn những kỹ thuật trừng phạt Shibari ở hội chợ đường phố Folsom 2003